# De Cock en de dode harlekijn
De Cock en de dode harlekijn is het zesde deel van de detectivereeks De Cock van de Nederlandse auteur Appie Baantjer waarin rechercheurs Jurriaan 'Jurre' de Cock en Dick Vledder de moord oplossen op een draaideurcrimineel die met ingeslagen schedel gevonden wordt in een hotel.

## Gebeurtenissen
De beschreven gebeurtenissen spelen zich af enkele jaren voor de start van de De Cock-serie in 1963. Het boek begint met een hartenkreet van auteur Albert Cornelis Baantjer. Hij stuit op een dubbele Amsterdamse moordzaak PJ 9786//117. Het proces-verbaal bevat echter slechts twee lijkschouwingen en een kort briefje. De auteur is blij met de vondst, want hij verkeert in de veronderstelling dat zijn vriend rechercheur De Cock alle medewerking zal verlenen om dit mysterie uit de doeken te doen. Maar dat valt tegen. De Cock had destijds genoeg redenen om zijn bevindingen niet op schrift te stellen. Hij was bang voor kopieergedrag. Wanneer de auteur belooft om er met niemand over te praten, kan hij uiteindelijk toch zijn boek schrijven.

## Verhaal
Het verhaal begint met een briefje van Pierre Brassel dat hij een perfecte moord wil plegen en daartoe om 20.00 uur overleg wil voeren op het politiebureau aan de Warmoesstraat te Amsterdam met de bekende rechercheur De Cock. Collega rechercheur Vledder doet navraag en Pierre Brassel blijkt een accountant te zijn die kantoor houdt aan de Keizersgracht te Amsterdam. Hij woont met zijn vrouw en twee kinderen in Ouderkerk aan de Amstel. Die avond meldt zich inderdaad Pierre Brassel, die voor De Cock en Vledder een lastige gesprekspartner blijkt. Hij zegt een perfecte moord te willen plegen en deelt aan het eind van het gesprek mee dat in een hotel, Het Wapen van Groenland, slechts 300 meter van het politiebureau, in kamer 21 het lijk ligt van ene Jan Brets, met een ingeslagen schedel. Telefonische navraag bij de portier bevestigt de feiten. Jan Brets is om 20.00 uur langs de portier gelopen en ligt nu dood in kamer 21.
In kamer 21 vinden de rechercheurs een lijk en een met lood verzwaarde hockeystick. Het lijk ziet eruit als een dode harlekijn. Vledder vindt later ook nog een waarschuwingsbriefje met het handschrift van Pierre Brassel gericht aan Jan Brets. De Cock denkt dat het briefje na de moord onder het lijk is gelegd, om Pierre Brassel te vrijwaren van strafrechtelijke vervolging. Het onderzoek richt zich in eerste instantie op het slachtoffer en zijn crimineel verleden. Jan blijkt een draaideurcrimineel te zijn geweest, die reeds op zijn zeventiende met een maat een moord heeft gepleegd tijdens een inbraak. De Amsterdammers bezoeken in Utrecht zijn moeder en een vriend van Jan, dikke Toon. Ook daar valt de naam van Pierre Brassel, als een soort van leider van een megakraak. Aan Handige Henkie ontfutselt De Cock de codenaam van de organisatie: ‘Operatie Harlekijn’.
Marie Zeilmakers, de levenspartner van dikke Toon, onthult aan De Cock en Vledder operatie harlekijn. Bij de firma van Brunssum in de Spuistraat moest op een zondag een nachtwaker worden neergeslagen met een hockeystick, waarna een grote kraak kon worden gezet. De Cock bezoekt in Utrecht het fotomodel Cynthia van Woerden. Ze is opgespoord via een telefoonnummer dat vlak voor de moord had gebeld met kamer 21. Zij denkt dat uit jaloezie haar vriend Freddy van Blaakeren Jan Bets heeft vermoord. De opgespoorde Freddy ontsnapt aan Vledder, maar meldt zich later vrijwillig op het bureau. Hij blijkt slechts een onbetekenende heler.
Rechercheur Vledder oppert dat het hele syndicaat van Pierre Brassel een valstrik zou kunnen zijn voor Jan Brets. De Cock heeft er wel oren naar, temeer daar de nachtwaker Petersma uit de Spuistraat hem heeft verteld de komende zondag vrijaf te hebben gekregen, wegens een feest bij Pierre Brassel, waar zijn dochter secretaresse is. Samen rijden de twee rechercheurs naar Ouderkerk aan de Amstel. Pierre Brassel heeft het gesprek in de hand, totdat De Cock hem klem zet met een leugen. “Er is geen waarschuwingsbriefje gevonden.” Pierre valt uit en zijn rol en De Cock corrigeert zijn leugen, maar hij trekt tegelijkertijd een foute conclusie. De moordenaar was geen familie, want bij familie is er het verschoningsrecht. En ja, Pierre was ooit een hockeyspeler. De technische recherche heeft de initialen P.B. in de hockeystick teruggevonden.
Heer en mevrouw De Cock worden door mevrouw Brassel persoonlijk uitgenodigd voor een fancy fair in Ouderkerk. Het nichtje van de familie Brassel steelt de show als ze een harlekijn ziet hangen en luid ‘Hampelmann’ schreeuwt. Glimlachend koopt een vergenoegde De Cock een harlekijn voor haar. Ter plekke probeert hij onbeheerst haar oom Pierre de naam van het nieuwe slachtoffer te ontfutselen. Maar uit de dossiers van Jan Brets weet hij eigenlijk al dat hij het lijk van Reinier Kamperman zoekt. Ook hij ligt net als zijn oude maat als een harlekijn in kamer 21 van hetzelfde hotel. De commissaris had na lang zeuren door de directeur de verzegeling laten verwijderen. De directeur van het hotel, Friedrich Gosler, bekent graag de twee moorden. In een vinnig gesprek dicteert De Cock dat hij de doodzieke man niet zal arresteren, tenzij Friedrich naar de pers of zijn superieur loopt. Dan zal hij als vergelding zijn zus en zijn zwager in Ouderkerk oppakken wegens medeplichtigheid.
Hierna duikt De Cock enige dagen onder en Vledder krijgt de woede van de commissaris over zich heen. De laatste avond legt De Cock bij hem thuis het hele dossier uit aan Dick Vledder. Jan en Reinier hadden acht jaar eerder bij een inbraak een antiquair Jacob Hampelmann vermoord. Hij had twee pleegkinderen, Friedrich en Liselotte. Zijn zus, getrouwd met Gosler, had die kort voor de Tweede Wereldoorlog bij hem achtergelaten, en ze was terug in Duitsland voorgoed verdwenen. Friedrich vraagt zijn zwager Pierre een nepsyndicaat op te zetten. Jan Brets blijkt desgevraagd inderdaad opnieuw bereid om een nachtwaker te vermoorden en vindt zijn dood in kamer 21. Reinier wordt niets meer gevraagd, hij wordt ook vermoord in kamer 21. De directeur van het hotel, Friedrich Gosler is terminaal ziek en heeft nog slechts enkele dagen te leven. De tijd drong. Vledder wil toch dat hij gearresteerd wordt, maar De Cock weigert. Hij is te bang voor kopieergedrag als het hele verhaal uitgebreid in de pers komt. Na de begrafenis zal hij zijn commissaris wel inlichten. "Je kunt een dode niet arresteren."

## Trivia
- De Cock en Vledder rijden allebei in de Volkswagen.
- De Cock wordt gezocht door een oude, anonieme, commissaris, die zich bijna nooit met zijn zaken bemoeide, maar wel deze keer! En ja, hij schreeuwt ook : ‘Eruit’.
- De Cock gebruikt het inbraakmateriaal van Handige Henkie.
- Mevrouw De Cock serveert de laatste avond harlekijn-gebak. Het is een oud Duits recept, dat ze kreeg van Liselotte Brassel.

## Hoorspel
- https://www.hoorspelen.eu/producties/hsp-c/cock-en-de-dode-harlekijn.html

## Voetnoot
1. ↑  “Geachte rechercheur De Cock Ik heb het ernstige voornemen om een man te doden. …….” Ondertekend door Pierre Brassel.
2. ↑  Auteurs en hoofdpersonen hebben een wonderlijke onderlinge verstandhouding.
3. ↑  de:Hampelmann